# 萨阿敦·哈马迪
萨阿敦·哈马迪（阿拉伯语：‎，1930年6月22日—2007年3月14日）是已故伊拉克经济学家和政治人物，在伊拉克总统萨达姆·侯赛因统治时期擔任革命指挥委员会成员及伊拉克国民议会议长等，于1991年担任过不到6个月的伊拉克总理。

## 早年学习与政治生活
1930年6月22日，萨阿敦·哈马迪生于伊拉克什叶派圣城卡尔巴拉，是一名什叶派穆斯林。年轻时他就热衷于政治，并于1948年底代加入阿拉伯复兴社会党（以下简称“复兴党”），在家乡建立了复兴党小组。他后来去黎巴嫩首都贝鲁特留学，于1951年任复兴党黎巴嫩地区党组织负责人，并于1952年毕业于贝鲁特美利坚大学，获经济学硕士学位。后来他又留学美国，在威斯康辛大学麦迪逊分校深造，于1953年至1957年任复兴党美国地区党组织负责人，并于1956年获经济学哲学博士学位。

## 回国后的早期政治生活
1957年哈马迪学成归国，任巴格达大学经济学教授。1958年7月14日，复兴党参加阿卜杜勒-卡里姆·卡塞姆为首的自由军官组织发动的政变，推翻伊拉克王国哈希姆王朝建立伊拉克共和国，哈马迪任国营的《共和国报》主编，后因参与反对卡塞姆政权的活动而被撤职。此后，他先后到利比亚和叙利亚等阿拉伯国家寻求政治避难。1961年至1962年在利比亚首都的黎波里任利比亚国家银行副行长，负责经济研究工作。
1963年2月8日，复兴党发动政变推翻卡塞姆政权后上台执政，哈马迪回国任土地改革部长，首次入阁，并首次被选为复兴党（伊拉克）地区领导机构成员。同年11月18日，伊拉克总统兼武装部队副总司令阿卜杜萨拉姆·阿里夫发动政变推翻复兴党政权，哈马迪被免去部长职务，再度流亡国外，暂居叙利亚。1964年他被聘为叙利亚总统委员会经济顾问，并于1965年至1968年任联合国计划学会经济专家。
1968年7月17日，复兴党政变成功重新执政后，哈马迪回国，同年10月任伊拉克国家计划委员会委员，同年11月出任伊拉克国家石油公司董事长。1969年12月31日，哈马迪任伊拉克石油和矿产资源部长，第二次进入内阁。担任石油和矿产资源部长期间，他参与了将伊拉克石油国有化的决策。1971年，他出任伊拉克经济学家协会会长。在1973年10月爆发的第四次中东战争中，他极力主张阿拉伯产油国动用石油武器，对支持以色列的西方国家事实石油禁运，从而酿成第一次石油危机。
1974年11月11日，哈马迪出任伊拉克外交部长。萨达姆·侯赛因上台后，哈马迪因为熟悉经济事务而于1982年被任命为负责经济事务的副总理，同年6月27日再次当选复兴党（伊拉克）地区领导机构成员。1983年1月24日，他因健康原因被免去外长职务，保留副总理职务并改任负责总统事务的总统府国务部长。1984年10月31日，他首次出任伊拉克国民议会议长。1986年1月，他被第三次选为复兴党（伊拉克）地区领导机构成员，同年8月2日出任革命指挥委员会成员。1988年7月25日，他出任负责外交事务的国务部长，1989年6月5日改任副总理。
哈马迪支持萨达姆总统做出的吞并科威特的决定，1990年8月2日伊拉克正式出兵科威特，海湾战争爆发。事后哈马迪出访世界各国，宣传伊拉克行动的“正义性”，成为萨达姆最信任的助手之一，但伊拉克最终不免失败的结局。

## 总理和第二任议长生涯
1991年3月23日，哈马迪出任伊拉克总理，此时正值伊拉克在海湾战争中失败，国内反对派势力兴起，民怨沸腾。哈马迪上任后，遵照不久前通过的新临时宪法，披露了一些看似进步的举措，如政府的行政改革、采取多党制，进行了“自上而下的民主化”，具体的举措有：将国家的最高权力由革命指挥委员会转移到内阁、解散伊拉克军队中的民兵组织、开放公民海外旅游等等，但这些并不是真正的改革。此外，哈马迪政府还与北部的库尔德人展开积极地谈判，宣布释放狱中的库尔德人政治领袖，乃于1991年4月与库尔德人主要政党之一的库尔德斯坦爱国联盟达成库尔德地区自治协议。但在5月与另一个库尔德人主要政党库尔德斯坦民主党谈判中，由于双方在自治地区边界以及伊拉克民主化等问题上的意见相左，加之库尔德人两大政党之间的分歧，谈判陷于停滞。
然而，在1991年9月召开的复兴党（伊拉克）地区代表大会上，坚持改革路线的哈马迪未能再次进入党的地区领导机构。哈马迪遂于9月13日辞去总理职务，同时被解除革命指挥委员会成员职务，由原副总理穆罕默德·哈姆扎·祖拜迪接任。哈马迪的去职是因为他的改革思想与萨达姆总统相左。哈马迪有推动伊拉克民主化的雄心，他对萨达姆总统在党代会上演讲时大谈西方民主制持怀疑态度。萨达姆在伊拉克搞民主化的初衷并不是真正想使伊拉克走向民主，而是为了在海湾战争战败的混乱情况下借助改革求生存，进一步巩固自己的权力。事实上，总统握有人事任免权，在党代会召开两周后，这一权力得到了大幅度强化。
1991年11月，哈马迪出任萨达姆总统的顾问。1996年4月8日，哈马迪在伊拉克第四届国民议会选举后第二次被推举为议长，并在2000年4月9日第五届国民议会选举中连任议长，此后一直担任该职务直至2003年4月9日萨达姆政权在伊拉克战争中倒台。

## 伊战后的生活及病逝
2003年5月24日，哈马迪被美军抓获。由于他没有参与前萨达姆政权诸如种族灭绝等罪行，他的名字并没有出现在美国国防部发布的55张扑克牌通缉令上。哈马迪被捕后，先后被关押在巴格达西部的阿布格莱布监狱和伊拉克南部港口乌姆盖斯尔的美军拘押中心，最终被安置在巴格达国际机场附近的一个叫“克罗珀营”的监狱里。据报道称与他关押在同一所监狱内的还包括前副总理塔里克·阿齐兹在内的前萨达姆政权高官，美军拒绝外界对他们进行任何采访，甚至不允许他们的家人去探监，其他普通犯人与他们交谈还会遭到毒打。而据他自己出狱后的说法，他得到了美军的善待，从未被单独隔离。在被关押九个月后，他于2004年2月获释。
哈马迪出狱后被查出患有白血病，遂移居国外，到世界各地求医，先后去过约旦、黎巴嫩和德国，于2005年早些时候在卡塔尔定居。2007年3月14日他在德国的一家医院病逝。

## 个人性格及其他
哈马迪为人稳健，遇事冷静，多次参加阿拉伯国家和国际会议，还撰有许多关于土地改革、阿拉伯统一和革命的著作，是“阿拉伯统一研究中心”的创始人之一。